# Kenji Fukuda
Kenji Fukuda (福田 健二, 21 d'octubre de 1977) és un exfutbolista del Japó.
Comença la seua carrera professional al Nagoya Grampus Eight el 1996. El club va guanyar els campionats Copa de l'Emperador el 1999. Ha jugat als clubs FC Tokyo, Vegalta Sendai i Ehime FC i es va retirar a finals de la temporada 2016.
El juny de 1997, va ser seleccionat per la selecció nacional sub-20 del Japó per al Campionat Mundial juvenil de 1997.